# Lelepa (langue)
Pour les articles homonymes, voir Lelepa.
Le lelepa (ou Havannah Harbour) est une langue océanienne parlée au Vanuatu par 400 locuteurs (recensement de 1989) à Lelepa ainsi que dans l’ouest d’Éfaté. Au départ, c’était sans doute un dialecte de l’éfaté du Nord. Il a une intercompréhension de 84 % avec l’eton et de 88 % avec l’éfaté du Sud.